# Oddvar Berrefjord
Oddvar Berrefjord (20. marts 1918 i Vardø – 25. november 1999) var en norsk jurist, politiker (Ap) og minister.
Han var justitsminister i to perioder – fra 1971 til 1972 i Regeringen Trygve Bratteli I, og fra 1980 til 1981 i Regeringen Odvar Nordli. Han var suppleant til Stortinget fra Telemark 1965–1973.
Som lokalpolitiker var han medlem af kommunestyret i Skien 1945–1959 og 1963–1971, de sidste fire år som viceborgmester. Han var også fylkesborgmester i Telemark i perioden 1967–1971. Han var formand i Telemark Arbeiderparti 1963-1968 og medlem i partiets landsstyre 1963-1979. Han var amtmand i Telemark fra 1976 til 1988.
Berrefjord tog juridisk embedseksamen i 1941. Senere arbejdede han som politifuldmægtig og fra 1960 til 1967 som statsadvokat i Vestfold, Telemark og Aust-Agder. Han var dommer i Agder 1967–1976.

## Ekstern Henvisning
- Stortinget.no – Biografi